# Sénat Vogel
Cet article possède un paronyme, voir Cabinet Vogel.
Ville-Land de Berlin-Ouest
Stobbe II Weizsäcker
Le sénat Vogel (en allemand : Senat Vogel) est le gouvernement de la ville-Land de Berlin-Ouest entre le 23 janvier et le 11 juin 1981, sous la 8e législature de la Chambre des députés.

## Historique
Dirigé par le nouveau bourgmestre-gouverneur social-démocrate Hans-Jochen Vogel, précédemment ministre fédéral de la Justice, ce gouvernement est constitué et soutenu par une « coalition sociale-libérale » entre le Parti social-démocrate d'Allemagne (SPD) et le Parti libéral-démocrate (FDP). Ensemble, ils disposent de 72 députés sur 135, soit 53,3 % des sièges de la Chambre des députés.
Il est formé à la suite de la démission de Dietrich Stobbe, au pouvoir depuis mai 1977. Il succède donc au sénat Stobbe II.

### Formation
Le 15 janvier 1981, Stobbe annonce sa démission devant la Chambre des députés, en conséquence de « l'affaire Garski ». La ville-Land s'était portée caution à hauteur de 100 millions de Deutsche Mark pour une opération de l'entrepreneur Dietrich Garski en Arabie saoudite, qui s'est révélée être un échec. Garski s'est déclaré insolvable avant de passer dans la clandestinité.
Le SPD choisit alors l'ancien ministre fédéral et ancien bourgmestre de Munich Hans-Jochen Vogel pour prendre sa suite. À peine investi, ce dernier indique vouloir convoquer au plus vite des élections anticipées.

### Succession
Au cours des élections législatives locales du 10 mai 1981, l'Union chrétienne-démocrate d'Allemagne (CDU) rate la majorité absolue de deux mandats et l'émergence des écologistes empêche la constitution d'une majorité alternative. Le 11 juin, le chrétien-démocrate Richard von Weizsäcker est investi bourgmestre-gouverneur et forme son gouvernement.

## Composition
| Fonction                                                  | Nom | Nom                  | Parti |
| --------------------------------------------------------- | --- | -------------------- | ----- |
| Bourgmestre-gouverneur                                    |     | Hans-Jochen Vogel    | SPD   |
| Bourgmestre Sénateur à l'Économie                         |     | Guido Brunner        | FDP   |
| Sénateur au Travail et aux Affaires sociales              |     | Olaf Sund            | SPD   |
| Sénateur aux Travaux publics et au Logement               |     | Peter Ulrich         | SPD   |
| Sénateur aux Affaires fédérales                           |     | Gerhard Konow        | Sans  |
| Sénateur à la Famille, à la Jeunesse et aux Sports        |     | Anke Brunn           | SPD   |
| Sénateur aux Finances                                     |     | Konrad Porzner       | SPD   |
| Sénateur à la Santé et à la Protection de l'environnement |     | Reinhard Ueberhorst  | SPD   |
| Sénateur à l'Intérieur                                    |     | Frank Dahrendorf     | SPD   |
| Sénateur à la Justice                                     |     | Gerhard Moritz Meyer | FDP   |
| Sénateur aux Affaires culturelles                         |     | Dieter Sauberzweig   | SPD   |
| Sénateur aux Écoles                                       |     | Walter Rasch         | FDP   |
| Sénateur à la Science et à la Recherche                   |     | Günter Gaus          | SPD   |